# Trách nhiệm bảo vệ
Trách nhiệm bảo vệ (tiếng Anh: Responsibility to protect, viết tắt R2P hay RtoP) là một khái niệm chính trị quốc tế và Luật quốc tế để bảo vệ con người trước những vi phạm trầm trọng về nhân quyền và xâm phạm luật quốc tế nhân bản.

## Nguyên tắc
Về cơ bản, quy chuẩn này cho rằng khi một quốc gia không thể hoặc không muốn bảo vệ người dân khỏi những thảm họa nhân đạo thì cộng đồng quốc tế có quyền can thiệp để bảo vệ sinh mạng người dân quốc gia đó thông qua nhiều biện pháp, bao gồm cả biện pháp quân sự. Quy chuẩn này vì vậy đã thách thức nguyên tắc chủ quyền quốc gia lâu nay, coi chủ quyền quốc gia là một "trách nhiệm" chứ không phải là một đặc quyền bất khả xâm phạm. Những vi phạm nhân quyền mà cộng đồng quốc tế phải có bổn phận can thiệp đó là nạn Diệt chủng, tội ác chiến tranh, Tội ác chống lại loài người và Thanh trừng sắc tộc.

## Phát triển
Khái niệm này đã được Ủy ban Quốc tế về Can thiệp và Chủ quyền Quốc gia (ICISS) phát triển trong các năm 2000/2001 và phổ biến quốc tế, mặc dù nó đã được nhắc tới từ lâu trong các cuộc thảo luận về chính trị và luật pháp. Trong cuộc họp Thượng đỉnh thế giới 2005 của Liên Hợp Quốc ở New York, nó được hầu như tất cả các quốc gia trên thế giới công nhận và được nhắc tới trong kiến nghị 1674 của Hội đồng Bảo an Liên Hợp Quốc (lần đầu tiên được đề cập trong một tài liệu có liên hệ tới luật pháp quốc tế. Tổng thư ký UNO Ban Ki-moon công bố 2009 trong một bài tường trình về việc ứng dụng Trách nhiệm bảo vệ dựa vào 3 rường cột, Mỗi trụ cột này đều quan trọng và được thiết kế phối hợp cùng nhau để ngăn chặn những tội ác này. Ba trụ cột này gồm:
1. Trách nhiệm quốc gia bảo vệ người dân của mình trước hành động diệt chủng, tội ác chiến tranh,
thanh trừng sắc tộc và tội ác chống nhân loại, và không bị kích động về những việc này.
2. Cam kết của cộng đồng quốc tế hỗ trợ các quốc gia thực hiện những nghĩa vụ này.
3. Trách nhiệm của các quốc gia thành viên trong LHQ là hành động tập thể kịp thời và quyết liệt khi
một quốc gia không đảm bảo được Trách nhiệm Bảo vệ đó.